# Valjeviken
Valjeviken est une localité de Suède située dans la commune de Sölvesborg du comté de Blekinge. Elle couvre une superficie de 0,12 km2. En 2005, elle compte 211 habitants.